# 8th Michigan Infantry
Le 8th Regiment Michigan Volunteer Infantry est un régiment d'infanterie qui a servi dans l'armée de l'Union pendant la guerre de Sécession.

## Service
Le 8th Michigan Infantry est organisé à Grand Rapids et à Detroit, au Michigan, et entre en service fédéral pour une période de trois ans, le 23 septembre 1861.
Le 8th Michigan est connu comme le « régiment errant » pour son service sur de nombreux fronts et ses fréquentes réaffectations entre les différentes armées et zones géographiques. 
Le régiment commence son service en étant affecté auprès du général Sherman en Caroline du Sud où il est en train d'établir une tête de pont afin de fournir une base pour le blocus naval. 
À partir de là, le régiment part en Virginie, et est affecté au IXe corps du général Burnside. Le 8th Michigan est en service sur les théâtres d'opérations oriental et occidental. Le régiment participe à la bataille de Chantilly le 1er septembre 1862 puis le 17 septembre à celle d'Antietam.
Le 8th Michigan combat dans plusieurs grandes batailles dans l'est. Il prend part à la campagne de Knoxville,(p47). Il est envoyé ensuite  auprès du général Grant à Vicksburg. Il prend part à la bataille du Cratère le 30 juillet 1864. Il participe à la bataille de Globe Tavern du 18 au 21 août. Le 30 septembre 1864, il prend part à la bataille de Peebles's Farm.
Il est enfin est envoyé dans l'est du Tennessee avant de terminer la guerre avec l'armée du Potomac, en Virginie.
Le régiment quitte le service actif le 30 juin 1865.

## Total des effectifs et nombre de victimes
Le régiment subit la perte de 11 officiers et 212 soldats qui ont été tués ou mortellement blessés et 3 officiers et 223 soldats qui sont morts de maladie, pour un total de 449 décès.

## Commandants
- Colonel William M. Fenton
- Colonel Ralph Ely